# Composers Recordings Inc.
Composers Recordings, Inc. (CRI) è stata un'etichetta discografica statunitense specializzata nella musica classica contemporanea di artisti connazionali. Fondata nel 1954 da Otto Luening, Douglas Moore e Oliver Daniel a New York, pubblicò oltre 600 registrazioni su LP, musicassette e CD, prima di fallire nel 2003 a causa delle pressioni finanziarie. I diritti sulle registrazioni furono passati alla New World Records nel 2006.

## Artisti principali
- Samuel Adler
- Dominick Argento
- Aaron Avshalomov
- Jacob Avshalomov
- Milton Babbitt
- Samuel Barber
- Jennifer Margaret Barker [1]
- Leslie Bassett
- Irwin Bazelon
- William Bergsma
- Irving Berlin
- Chester Biscardi
- Marc Blitzstein
- Henry Brant
- Anthony Braxton
- Martin Bresnick
- Margaret Brouwer
- Earle Brown
- John Cage
- Ronald Caltabiano
- Elliott Carter
- Chou Wen-chung
- Chen Yi
- John Corigliano
- George Crumb
- Henry Cowell
- Alvin Curran
- David Diamond
- Jacob Druckman
- Judy Dunaway
- Donald Erb
- Morton Feldman
- Irving Fine
- Vivian Fine
- Ross Lee Finney
- Gene Gutchë
- Daron Hagen
- Roy Harris
- Lou Harrison
- Robert Helps
- Lee Hoiby
- Karel Husa
- Andrew Imbrie
- Charles Ives
- Leroy Jenkins
- Tom Johnson
- Ben Johnston
- Victoria Jordanova
- Aaron Jay Kernis
- Guy Klucevsek
- Barbara Kolb
- Ernst Křenek
- Meyer Kupferman
- Ezra Laderman
- David Lang
- Benjamin Lees
- John Anthony Lennon
- Fred Lerdahl
- Otto Luening
- Donald Martino
- William Mayer
- Barton McLean
- Priscilla McLean
- Jacques de Menasce
- Peter Mennin
- Jeffrey Mumford
- Alwin Nikolais
- Pauline Oliveros
- Hall Overton
- Harry Partch
- P. Q. Phan
- Tobias Picker
- Cole Porter
- Shulamit Ran
- Bernard Rands
- Gardner Read
- Wallingford Riegger
- Vittorio Rieti
- Neil Rolnick
- Ned Rorem
- Dane Rudhyar
- Frederic Rzewski
- Roger Sessions
- Judith Shatin
- Alice Shields
- Hale Smith
- Harvey Sollberger
- Tan Dun
- Virgil Thomson
- Francis Thorne
- Joan Tower
- Lester Trimble
- Richard Aaker Trythall
- Chinary Ung
- Vladimir Ussachevsky
- Robert Ward
- Richard Wernick
- Robert Willoughby
- Stefan Wolpe
- Charles Wuorinen
- Zhou Long
- Evan Ziporyn